# Алепы
Алепы, или алеписы (лат. Alepes), — род лучепёрых рыб из семейства ставридовых (Carangidae). Морские пелагические рыбы. Широко распространены в Индо-Тихоокеанской области. Максимальная длина тела представителей разных видов варьирует от 18,2 до 56 см.

## Описание
Тело сильно сжато с боков, покрыто мелкой циклоидной чешуёй. Верхний и нижний профили тела выпуклые, и форма тела овальная или яйцевидная. Два спинных плавника разделены заметным промежутком. Первый спинной плавник со слабыми колючими лучами. Во втором спинном плавнике одна колючка и до 26 мягких лучей. В анальном плавнике 1 колючий и до 22 мягких лучей, перед плавником расположены 2 колючки. Боковая линия делает умеренную или высокую дугу в передней части, а затем идёт прямо до хвостового стебля. Прямая часть прямой части представлена костными щитками. Хвостовой плавник серповидный. Окраска тела серовато-зелёная или голубовато-серая на спине, переходящая в серебристо-белую по бокам и на брюхе. Только у одного из видов A. kleinni по бокам тела проходят полосы.

## Ареал  и места обитания
Широко распространены в тропических и субтропических водах Индо-Тихоокеанской области от Красного моря и восточного побережья Африки вдоль азиатского континента до западной Австралии. Ареал некоторых видов простирается далеко на юг до Южной Африки и юга Австралии, а других — на север до Японии. Два вида A. djedaba and A. kleinii, обитающие в Красном море, через Суэцкий канал проникли в Средиземное море.
Морские пелагические стайные рыбы. Обитают в прибрежных водах и не встречаются в открытом океане. Питаются ракообразными (креветки, копеподы, декаподы); крупные особи могут потреблять мелких рыб.

## Классификация
В состав рода включают 5 видов:
- Alepes apercna Grant, 1987
- Alepes djedaba  (Forsskål, 1775) — Джедаба
- Alepes kleinii  (Bloch, 1793)
- Alepes melanoptera  (Swainson, 1839) — Чернопёрый алеп
- Alepes vari  (Cuvier, 1833) — Сельдевый алеп